# UCI WorldTour 2025
El UCI WorldTour 2025 es la decimoquinta edición del máximo calendario ciclista a nivel mundial bajo la organización de la UCI.
El calendario está previsto para tener 36 carreras, con una carrera adicional más que la edición anterior. Comenzó el 21 de enero con la carrera del Tour Down Under en Australia y finalizará el 19 de octubre con el Tour de Guangxi en la República Popular China.

## Equipos
Para el año 2025 los equipos UCI WorldTeam son 18, la misma cantidad que la edición anterior. Para esta temporada en la máxima categoría cambiaron de nombre por ingreso de nuevos patrocinadores los equipos Team Picnic PostNL, UAE Team Emirates XRG y XDS Astana Team.
| Nombre                          | País           | Código UCI |
| ------------------------------- | -------------- | ---------- |
| Alpecin-Deceuninck              | Bélgica        | ADC        |
| Arkéa-B&B Hotels                | Francia        | ARK        |
| Bahrain Victorious              | Baréin         | TBV        |
| Cofidis                         | Francia        | COF        |
| Decathlon AG2R La Mondiale Team | Francia        | DAT        |
| EF Education-EasyPost           | Estados Unidos | EFE        |
| Groupama-FDJ                    | Francia        | GFC        |
| INEOS Grenadiers                | Reino Unido    | IGD        |
| Intermarché-Wanty               | Bélgica        | IWA        |
| Lidl-Trek                       | Estados Unidos | LTK        |
| Movistar Team                   | España         | MOV        |
| Red Bull-BORA-hansgrohe         | Alemania       | RBH        |
| Soudal Quick-Step               | Bélgica        | SOQ        |
| Team Jayco AlUla                | Australia      | JAY        |
| Team Picnic PostNL              | Países Bajos   | TPP        |
| Team Visma \| Lease a Bike      | Países Bajos   | TVL        |
| UAE Team Emirates XRG           | EAU            | UAD        |
| XDS Astana Team                 | Kazajistán     | XAT        |

## Carreras
| UCI World Tour 2025             | UCI World Tour 2025     | UCI World Tour 2025               | UCI World Tour 2025   | UCI World Tour 2025 |
| Fecha                           | País                    | Carrera                           | Ganador               |                     |
| ------------------------------- | ----------------------- | --------------------------------- | --------------------- | ------------------- |
| 21 – 26 de enero                | Australia               | Tour Down Under                   | Jhonatan Narváez      |                     |
| 2 de feb                        | Australia               | Cadel Evans Great Ocean Road Race | Mauro Schmid          |                     |
| 17 – 23 de febrero              | Emiratos Árabes Unidos  | UAE Tour                          | Tadej Pogačar         |                     |
| 1 de mar                        | Bélgica                 | Omloop Het Nieuwsblad             | Søren Wærenskjold     |                     |
| 8 de mar                        | Italia                  | Strade Bianche                    | Tadej Pogačar         |                     |
| 9 – 16 de marzo                 | Francia                 | París-Niza                        | Matteo Jorgenson      |                     |
| 10 – 16 de marzo                | Italia                  | Tirreno-Adriático                 | Juan Ayuso            |                     |
| 22 de mar                       | Italia                  | Milán-San Remo                    | Mathieu van der Poel  |                     |
| 24 – 30 de marzo                | España                  | Volta a Cataluña                  | Primož Roglič         |                     |
| 26 de mar                       | Bélgica                 | Clásica Brujas-La Panne           | Juan Sebastián Molano |                     |
| 28 de mar                       | Bélgica                 | E3 Saxo Classic                   | Mathieu van der Poel  |                     |
| 30 de mar                       | Bélgica                 | Gante-Wevelgem                    | Mads Pedersen         |                     |
| 2 de abr                        | Bélgica                 | A través de Flandes               | Neilson Powless       |                     |
| 6 de abr                        | Bélgica                 | Tour de Flandes                   | Tadej Pogačar         |                     |
| 7 – 12 de abril                 | España                  | Vuelta al País Vasco              | João Almeida          |                     |
| 13 de abr                       | Francia                 | París-Roubaix                     | Mathieu van der Poel  |                     |
| 20 de abr                       | Países Bajos            | Amstel Gold Race                  | Mattias Skjelmose     |                     |
| 23 de abr                       | Bélgica                 | Flecha Valona                     | Tadej Pogačar         |                     |
| 27 de abr                       | Bélgica                 | Lieja-Bastoña-Lieja               | Tadej Pogačar         |                     |
| 29 de abril – 4 de mayo         | Suiza                   | Tour de Romandía                  | João Almeida          |                     |
| 1 de may                        | Alemania                | Gran Premio de Fráncfort          | Michael Matthews      |                     |
| 9 de mayo – 1 de junio          | Italia                  | Giro de Italia                    | Simon Yates           |                     |
| 8 – 15 de junio                 | Francia                 | Critérium del Dauphiné            | Tadej Pogačar         |                     |
| 15 – 22 de junio                | Suiza                   | Vuelta a Suiza                    | João Almeida          |                     |
| 22 de jun                       | Dinamarca               | Copenhagen Sprint                 | Jordi Meeus           |                     |
| 5 – 27 de julio                 | Francia                 | Tour de Francia                   | Tadej Pogačar         |                     |
| 2 de ago                        | España                  | Clásica San Sebastián             | Giulio Ciccone        |                     |
| 4 – 10 de agosto                | Polonia                 | Tour de Polonia                   | Brandon McNulty       |                     |
| 17 de ago                       | Alemania                | EuroEyes Cyclassics               | Rory Townsend         |                     |
| 20 – 24 de agosto               | Bélgica                 | Benelux Tour                      |                       |                     |
| 23 de agosto – 14 de septiembre | España                  | Vuelta a España                   |                       |                     |
| 31 de ago                       | Francia                 | Bretagne Classic                  |                       |                     |
| 12 de sep                       | Canadá                  | Gran Premio de Quebec             |                       |                     |
| 14 de sep                       | Canadá                  | Gran Premio de Montreal           |                       |                     |
| 11 de oct                       | Italia                  | Giro de Lombardía                 |                       |                     |
| 14 – 19 de octubre              | República Popular China | Tour de Guangxi                   |                       |                     |

## Clasificaciones Ranking Mundial (UCI World Ranking)
Esta es la clasificación oficial del Ranking Mundial (UCI World Ranking) a 12 de agosto de 2025:
Nota: ver Baremos de puntuación

### Clasificación individual
| Posición | Corredor             | Equipo                  | Puntos   |
| -------- | -------------------- | ----------------------- | -------- |
| 1.º      | Tadej Pogačar        | UAE Emirates            | 11 465   |
| 2.º      | Mads Pedersen        | Lidl-Trek               | 4 485,57 |
| 3.º      | Mathieu van der Poel | Alpecin-Deceuninck      | 4 261    |
| 4.º      | Wout van Aert        | Visma \| Lease a Bike   | 3 847    |
| 5.º      | Primož Roglič        | Red Bull-BORA-hansgrohe | 3 841    |
| 6.º      | Isaac Del Toro       | UAE Emirates            | 3 621    |
| 7.º      | Remco Evenepoel      | Soudal Quick-Step       | 3 391    |
| 8.º      | Jonas Vingegaard     | Visma \| Lease a Bike   | 3 238,57 |
| 9.º      | Oscar Onley          | Team Picnic PostNL      | 3 205    |
| 10.º     | Ben O'Connor         | Team Jayco AlUla        | 3 194,81 |

| Posiciones 11.ª a 20.ª | Posiciones 11.ª a 20.ª | Posiciones 11.ª a 20.ª  | Posiciones 11.ª a 20.ª |
| ---------------------- | ---------------------- | ----------------------- | ---------------------- |
| 11.º                   | Florian Lipowitz       | Red Bull-BORA-hansgrohe | 3 179                  |
| 12.º                   | Enric Mas              | Movistar                | 2 963                  |
| 13.º                   | João Almeida           | UAE Emirates            | 2 741,57               |
| 14.º                   | Marc Hirschi           | Tudor Pro Cycling Team  | 2 598                  |
| 15.º                   | Jonathan Milan         | Lidl-Trek               | 2 522,86               |
| 16.º                   | Giulio Ciccone         | Lidl-Trek               | 2 506                  |
| 17.º                   | Richard Carapaz        | EF Education-EasyPost   | 2 479                  |
| 18.º                   | Kévin Vauquelin        | Arkéa-B&B Hotels        | 2 459                  |
| 19.º                   | Kaden Groves           | Alpecin-Deceuninck      | 2 410                  |
| 20.º                   | Biniam Girmay          | Intermarché-Wanty       | 2 354                  |

### Clasificación por equipos
| Posición | Equipo                     | Puntos    |
| -------- | -------------------------- | --------- |
| 1.º      | UAE Emirates               | 27 295,85 |
| 2.º      | Visma \| Lease a Bike      | 15 907,99 |
| 3.º      | Lidl-Trek                  | 15 448,15 |
| 4.º      | XDS Astana Team            | 12 694,66 |
| 5.º      | Red Bull-BORA-hansgrohe    | 10 507,55 |
| 6.º      | INEOS Grenadiers           | 9 799,6   |
| 7.º      | Soudal Quick-Step          | 9 488,6   |
| 8.º      | Alpecin-Deceuninck         | 8 922     |
| 9.º      | Decathlon AG2R La Mondiale | 8 219,15  |
| 10.º     | EF Education-EasyPost      | 8 141,50  |

### Clasificación por países
| Posición | País           | Puntos    |
| -------- | -------------- | --------- |
| 1.º      | Bélgica        | 17 531,72 |
| 2.º      | Eslovenia      | 16 784    |
| 3.º      | Italia         | 14 329,53 |
| 4.º      | Dinamarca      | 13 851,95 |
| 5.º      | Reino Unido    | 12 486    |
| 6.º      | Francia        | 12 361,28 |
| 7.º      | Australia      | 12 283,19 |
| 8.º      | España         | 11 722    |
| 9.º      | Países Bajos   | 11 603,29 |
| 10.º     | Estados Unidos | 8 892,16  |

## Progreso de las clasificaciones
| Carrera (Vencedor)                               | Clasificación individual | Clasificación por equipos |
| ------------------------------------------------ | ------------------------ | ------------------------- |
| Tour Down Under (Jhonatan Narváez)               | Tadej Pogačar            | UAE Emirates XRG          |
| Cadel Evans Great Ocean Road Race (Mauro Schmid) | Tadej Pogačar            | UAE Emirates XRG          |
| UAE Tour (Tadej Pogačar)                         | Tadej Pogačar            | UAE Emirates XRG          |
| Omloop Nieuwsblad (Søren Wærenskjold)            | Tadej Pogačar            | UAE Emirates XRG          |
| Strade Bianche (Tadej Pogačar)                   | Tadej Pogačar            | UAE Emirates XRG          |
| París-Niza (Matteo Jorgenson)                    | Tadej Pogačar            | UAE Emirates XRG          |
| Tirreno-Adriático (Juan Ayuso)                   | Tadej Pogačar            | UAE Emirates XRG          |
| Milán-San Remo (Mathieu van der Poel)            | Tadej Pogačar            | UAE Emirates XRG          |
| Volta a Cataluña (Primož Roglič)                 | Tadej Pogačar            | UAE Emirates XRG          |
| Clásica Brujas-La Panne (Juan Sebastián Molano)  | Tadej Pogačar            | UAE Emirates XRG          |
| E3 Saxo Classic (Mathieu van der Poel)           | Tadej Pogačar            | UAE Emirates XRG          |
| Gante-Wevelgem (Mads Pedersen)                   | Tadej Pogačar            | UAE Emirates XRG          |
| A través de Flandes (Neilson Powless)            | Tadej Pogačar            | UAE Emirates XRG          |
| Tour de Flandes (Tadej Pogačar)                  | Tadej Pogačar            | UAE Emirates XRG          |
| Vuelta al País Vasco (João Almeida)              | Tadej Pogačar            | UAE Emirates XRG          |
| París-Roubaix (Mathieu van der Poel)             | Tadej Pogačar            | UAE Emirates XRG          |
| Amstel Gold Race (Mattias Skjelmose Jensen)      | Tadej Pogačar            | UAE Emirates XRG          |
| Flecha Valona (Tadej Pogačar)                    | Tadej Pogačar            | UAE Emirates XRG          |
| Lieja-Bastoña-Lieja (Tadej Pogačar)              | Tadej Pogačar            | UAE Emirates XRG          |
| Tour de Romandía (João Almeida)                  | Tadej Pogačar            | UAE Emirates XRG          |
| Gran Premio de Fráncfort (Michael Matthews)      | Tadej Pogačar            | UAE Emirates XRG          |
| Giro de Italia (Simon Yates)                     | Tadej Pogačar            | UAE Emirates XRG          |
| Critérium del Dauphiné (Tadej Pogačar)           | Tadej Pogačar            | UAE Emirates XRG          |
| Vuelta a Suiza (João Almeida)                    | Tadej Pogačar            | UAE Emirates XRG          |
| Copenhagen Sprint (Jordi Meeus)                  | Tadej Pogačar            | UAE Emirates XRG          |
| Tour de Francia (Tadej Pogačar)                  | Tadej Pogačar            | UAE Emirates XRG          |
| Clásica de San Sebastián (Giulio Ciccone)        | Tadej Pogačar            | UAE Emirates XRG          |
| Tour de Polonia (Brandon McNulty)                | Tadej Pogačar            | UAE Emirates XRG          |
| ADAC Cyclassics (Rory Townsend)                  | Tadej Pogačar            | UAE Emirates XRG          |
| Renewi Tour ()                                   |                          |                           |
| Vuelta a España ()                               |                          |                           |
| Bretagne Classic ()                              |                          |                           |
| Gran Premio de Quebec ()                         |                          |                           |
| Gran Premio de Montreal ()                       |                          |                           |
| Giro de Lombardía ()                             |                          |                           |
| Tour de Guangxi ()                               |                          |                           |

## Victorias en el WorldTour

### Victorias por corredor
- Notas: En amarillo corredores de equipos de categoría UCI ProTeam, Continental y selecciones nacionales.

Incluye victorias en prólogos.
| Posición | Ciclista                 | Equipo                     | Etapa | Clásica | General | Total |
| -------- | ------------------------ | -------------------------- | ----- | ------- | ------- | ----- |
| 1.º      | Tadej Pogačar            | UAE Emirates XRG           | 9     | 4       | 3       | 16    |
| 2.º      | João Almeida             | UAE Emirates XRG           | 6     | -       | 3       | 9     |
| 3.º      | Jonathan Milan           | Lidl-Trek                  | 7     | -       | -       | 7     |
| 3.º      | Tim Merlier              | Soudal Quick-Step          | 7     | -       | -       | 7     |
| 5.º      | Mads Pedersen            | Lidl-Trek                  | 5     | 1       | -       | 6     |
| 6.º      | Juan Ayuso               | UAE Emirates XRG           | 3     | -       | 1       | 4     |
| 6.º      | Mathieu van der Poel     | Alpecin-Deceuninck         | 1     | 3       | -       | 4     |
| 6.º      | Olav Kooij               | Visma \| Lease a Bike      | 4     | -       | -       | 4     |
| 6.º      | Matthew Brennan          | Visma \| Lease a Bike      | 4     | -       | -       | 4     |
| 10.º     | Samuel Welsford          | Red Bull-BORA-hansgrohe    | 3     | -       | -       | 3     |
| 10.º     | Primož Roglič            | Red Bull-BORA-hansgrohe    | 2     | -       | 1       | 3     |
| 10.º     | Lenny Martinez           | Bahrain Victorious         | 3     | -       | -       | 3     |
| 10.º     | Remco Evenepoel          | Soudal Quick-Step          | 3     | -       | -       | 3     |
| 14.º     | Jhonatan Narváez         | UAE Emirates XRG           | 1     | -       | 1       | 2     |
| 14.º     | Joshua Tarling           | INEOS Grenadiers           | 2     | -       | -       | 2     |
| 14.º     | Quinn Simmons            | Lidl-Trek                  | 2     | -       | -       | 2     |
| 14.º     | Jordi Meeus              | Red Bull-BORA-hansgrohe    | 1     | 1       | -       | 2     |
| 14.º     | Ben Healy                | EF Education-EasyPost      | 2     | -       | -       | 2     |
| 14.º     | Simon Yates              | Visma \| Lease a Bike      | 1     | -       | 1       | 2     |
| 14.º     | Thymen Arensman          | INEOS Grenadiers           | 2     | -       | -       | 2     |
| 14.º     | Kaden Groves             | Alpecin-Deceuninck         | 2     | -       | -       | 2     |
| 14.º     | Wout van Aert            | Visma \| Lease a Bike      | 2     | -       | -       | 2     |
| 14.º     | Brandon McNulty          | UAE Emirates XRG           | 1     | -       | 1       | 2     |
| 24.º     | Javier Romo              | Movistar                   | 1     | -       | -       | 1     |
| 24.º     | Bryan Coquard            | Cofidis                    | 1     | -       | -       | 1     |
| 24.º     | Mauro Schmid             | Jayco AlUla                | -     | 1       | -       | 1     |
| 24.º     | Søren Wærenskjold        | Uno-X Mobility             | -     | 1       | -       | 1     |
| 24.º     | Filippo Ganna            | INEOS Grenadiers           | 1     | -       | -       | 1     |
| 24.º     | Andrea Vendrame          | Decathlon AG2R La Mondiale | 1     | -       | -       | 1     |
| 24.º     | Fredrik Dversnes         | Uno-X Mobility             | 1     | -       | -       | 1     |
| 24.º     | Michael Storer           | Tudor                      | 1     | -       | -       | 1     |
| 24.º     | Magnus Sheffield         | INEOS Grenadiers           | 1     | -       | -       | 1     |
| 24.º     | Matteo Jorgenson         | Visma \| Lease a Bike      | -     | -       | 1       | 1     |
| 24.º     | Ethan Vernon             | Israel-Premier Tech        | 1     | -       | -       | 1     |
| 24.º     | Juan Sebastián Molano    | UAE Emirates XRG           | -     | 1       | -       | 1     |
| 24.º     | Neilson Powless          | EF Education-EasyPost      | -     | 1       | -       | 1     |
| 24.º     | Maximilian Schachmann    | Soudal Quick-Step          | 1     | -       | -       | 1     |
| 24.º     | Caleb Ewan               | INEOS Grenadiers           | 1     | -       | -       | 1     |
| 24.º     | Alex Aranburu            | Cofidis                    | 1     | -       | -       | 1     |
| 24.º     | Mattias Skjelmose Jensen | Lidl-Trek                  | -     | 1       | -       | 1     |
| 24.º     | Samuel Watson            | INEOS Grenadiers           | 1     | -       | -       | 1     |
| 24.º     | Michael Matthews         | Jayco AlUla                | -     | 1       | -       | 1     |
| 24.º     | Lorenzo Fortunato        | XDS Astana                 | 1     | -       | -       | 1     |
| 24.º     | Jay Vine                 | UAE Emirates XRG           | 1     | -       | -       | 1     |
| 24.º     | Casper van Uden          | Picnic PostNL              | 1     | -       | -       | 1     |
| 24.º     | Luke Plapp               | Jayco AlUla                | 1     | -       | -       | 1     |
| 24.º     | Daan Hoole               | Lidl-Trek                  | 1     | -       | -       | 1     |
| 24.º     | Richard Carapaz          | EF Education-EasyPost      | 1     | -       | -       | 1     |
| 24.º     | Kasper Asgreen           | EF Education-EasyPost      | 1     | -       | -       | 1     |
| 24.º     | Carlos Verona            | Lidl-Trek                  | 1     | -       | -       | 1     |
| 24.º     | Christian Scaroni        | XDS Astana                 | 1     | -       | -       | 1     |
| 24.º     | Isaac Del Toro           | UAE Emirates XRG           | 1     | -       | -       | 1     |
| 24.º     | Nico Denz                | Red Bull-BORA-hansgrohe    | 1     | -       | -       | 1     |
| 24.º     | Nicolas Prodhomme        | Decathlon AG2R La Mondiale | 1     | -       | -       | 1     |
| 24.º     | Chris Harper             | Jayco AlUla                | 1     | -       | -       | 1     |
| 24.º     | Iván Romeo               | Movistar                   | 1     | -       | -       | 1     |
| 24.º     | Jake Stewart             | Israel-Premier Tech        | 1     | -       | -       | 1     |
| 24.º     | Romain Grégoire          | Groupama-FDJ               | 1     | -       | -       | 1     |
| 24.º     | Vincenzo Albanese        | EF Education-EasyPost      | 1     | -       | -       | 1     |
| 24.º     | Oscar Onley              | Picnic PostNL              | 1     | -       | -       | 1     |
| 24.º     | Jasper Philipsen         | Alpecin-Deceuninck         | 1     | -       | -       | 1     |
| 24.º     | Jonas Abrahamsen         | Uno-X Mobility             | 1     | -       | -       | 1     |
| 24.º     | Tim Wellens              | UAE Emirates XRG           | 1     | -       | -       | 1     |
| 24.º     | Valentin Paret-Peintre   | Soudal Quick-Step          | 1     | -       | -       | 1     |
| 24.º     | Ben O'Connor             | Jayco AlUla                | 1     | -       | -       | 1     |
| 24.º     | Giulio Ciccone           | Lidl-Trek                  | -     | 1       | -       | 1     |
| 24.º     | Paul Lapeira             | Decathlon AG2R La Mondiale | 1     | -       | -       | 1     |
| 24.º     | Ben Turner               | INEOS Grenadiers           | 1     | -       | -       | 1     |
| 24.º     | Paul Magnier             | Soudal Quick-Step          | 1     | -       | -       | 1     |
| 24.º     | Victor Langellotti       | INEOS Grenadiers           | 1     | -       | -       | 1     |
| 24.º     | Rory Townsend            | Q36.5                      | -     | 1       | -       | 1     |

### Victorias por equipo
- Notas: En amarillo equipos UCI ProTeam.

Incluye victorias en CRE.
| Posición | Equipo                     | Victorias |
| -------- | -------------------------- | --------- |
| 1.º      | UAE Emirates XRG           | 37        |
| 2.º      | Lidl-Trek                  | 19        |
| 3.º      | Visma \| Lease a Bike      | 14        |
| 4.º      | Soudal Quick-Step          | 13        |
| 5.º      | INEOS Grenadiers           | 10        |
| 6.º      | Red Bull-BORA-hansgrohe    | 9         |
| 7.º      | Alpecin-Deceuninck         | 7         |
| 8.º      | EF Education-EasyPost      | 6         |
| 9.º      | Jayco AlUla                | 5         |
| 10.º     | Bahrain Victorious         | 3         |
| 10.º     | Uno-X Mobility             | 3         |
| 10.º     | Decathlon AG2R La Mondiale | 3         |
| 13.º     | Cofidis                    | 2         |
| 13.º     | XDS Astana                 | 2         |
| 13.º     | Movistar                   | 2         |
| 13.º     | Israel-Premier Tech        | 2         |
| 13.º     | Picnic PostNL              | 2         |
| 18.º     | Tudor                      | 1         |
| 18.º     | Groupama-FDJ               | 1         |
| 18.º     | Q36.5                      | 1         |

### Victorias por países
- Se incluyen las victorias en contrarreloj por equipos.

| Posición | Equipo         | Victorias |
| -------- | -------------- | --------- |
| 1.º      | Eslovenia      | 19        |
| 2.º      | Bélgica        | 16        |
| 3.º      | Italia         | 13        |
| 3.º      | Países Bajos   | 13        |
| 3.º      | Reino Unido    | 13        |
| 6.º      | Australia      | 12        |
| 7.º      | Portugal       | 9         |
| 7.º      | Francia        | 9         |
| 9.º      | Dinamarca      | 8         |
| 9.º      | España         | 8         |
| 11.º     | Estados Unidos | 7         |
| 12.º     | Ecuador        | 3         |
| 12.º     | Noruega        | 3         |
| 12.º     | Irlanda        | 3         |
| 15.º     | Alemania       | 2         |
| 16.º     | Suiza          | 1         |
| 16.º     | Colombia       | 1         |
| 16.º     | México         | 1         |
| 16.º     | Mónaco         | 1         |